# Jakob Jantscher
Jakob Jantscher (Graz, 8 de janeiro de 1989) é um futebolista profissional austríaca que atua como atacante, atualmente defende o FC Luzern.

## Carreira
Jakob Jantscher fez parte do elenco da Seleção Austríaca de Futebol da Eurocopa de 2016.